# Khandenahalli, Hiriyur
Khandenahalli là một làng thuộc tehsil Hiriyur, huyện Chitradurga, bang Karnataka, Ấn Độ.